# 南54線
 南54線，「西寮～茅港尾」線，是位於臺南市的一條區道，西起臺南市下營區西連里西寮南側，東至臺南市下營區茅港里茅港尾，全長 3.280 公里。

## 行經行政區域
臺南市
- 下營區

## 沿線景點及寺廟
- 南54線沿線：
  - 下營區：

## 連接道路
- 南54線沿線可連接以下公路：
  - 台19甲線
  - 台84線（北門～玉井快速公路）
  - 南58線（鄰近本區道終點）
  - 南59線（本區道起點）
  - 南61線
  - 南63線（本區道終點）